# Porto 2001
Porto 2001 foi a iniciativa Porto Capital Europeia da Cultura 2001, em conjunto com Roterdão.
A programação foi dividida em: teatro, música, dança, artes plásticas e arquitectura, programa de envolvimento da população, animação da cidade, circo, marionetas, literatura, odisseia nas imagens, ópera e ciência.
Esta iniciativa foi acompanhada por um forte investimento na recuperação e construção do espaço público da cidade. De destacar, a recuperação do Jardim da Cordoaria da Praça da Batalha e da Praça de D. João I, e as novas construções, o Edifício Transparente e Casa da Música obra emblemática deste evento, da autoria do arquitecto Rem Koolhaas.